# 서로군정서
서로군정서(西路軍政署)는 서간도 혹은 남만주에 있던 한국의 독립혁명단체이다. 신흥무관학교 졸업생들이 주로 참여하였다.
서로군정서는 1919년 한족회(漢族會)와 함께 조직된 군 정부가 상하이 대한민국 임시정부의 지배 아래 있을 때부터 불렸던 이름이다.

## 조직
독판(督辦) 이상룡, 부독판 여준, 정무청장 이탁, 국정청장 양규열, 참모장 김동삼, 교관 지청천·신팔균 등이 활동하였으며, 군사훈련과 동지 양성에 노력하다가 1922년 통군부에 이어 통의부에 통합하였다. 사이토 마코토 조선 총독의 암살을 기도했던 남자현 또한 서로군정서에서 활동했다.